# Phytoseius rubiphilus
Phytoseius rubiphilus är en spindeldjursart som beskrevs av Wainstein och Vartapetov 1972. Phytoseius rubiphilus ingår i släktet Phytoseius och familjen Phytoseiidae. Inga underarter finns listade i Catalogue of Life.